# Ронко Канавезе
Ронко Канавезе (итал. Ronco Canavese) је насеље у Италији у округу Торино, региону Пијемонт.
Према процени из 2011. у насељу је живело 177 становника. Насеље се налази на надморској висини од 980 м.

## Становништво
Према резултатима пописа становништва 2011. у општини је живело 313 становника.
| 1931. | 1936. | 1951. | 1961. | 1971. | 1981. | 1991. | 2001. | 2011. |
| ----- | ----- | ----- | ----- | ----- | ----- | ----- | ----- | ----- |
| 2.042 | 1.792 | 2.009 | 1.607 | 682   | 513   | 477   | 377   | 313   |